# Abu-Yússuf Yaqub ibn Abd-al-Haqq
Abu-Yússuf Yaqub ibn Abd-al-Haqq fou sultà del Marroc de la dinastia marínida (1258-1286).
Se sap que durant uns anys va tenir al seu servei a Alonso Pérez de Guzmán (Guzmán el Bueno). El 1260 va expulsar els castellans que estaven saquejant Salé. El 1275 va enviar dos cossos expedicionaris que van creuar l'Estret i es van apoderar Tarifa i Algesires, derrotant els castellans en la batalla d'Écija, iniciant la Guerra de l'Estret i en 1278 va arribar a les portes de Sevilla, i la qual cosa va obligar els cristians a demanar una treva, que va durar fins a 1290.